# 他拉红诺尔
他拉红诺尔是一个位于中国黑龙江省杜尔伯特县的湖泊，面积约为140平方千米，平均水深约为2—3米。